# BestCrypt
BestCrypt est un logiciel de chiffrement de disque commercial développé par Jetico pour les systèmes d'exploitation Windows, Linux, macOS et Android.
Il existe en deux éditions distinctes : BestCrypt Volume Encryption conçu pour chiffrer des volumes de disque entiers, et BestCrypt Container Encryption destiné à chiffrer les disques virtuels stockés sous forme de fichiers informatiques.
Il fournit également l'utilitaire complémentaire d'effacement de données BCWipe.

## Algorithmes cryptographiques
BestCrypt prend en charge une grande variété d'algorithmes de chiffrement par blocs, notamment : AES, Serpent, Blowfish, Twofish, DES, Triple DES, GOST 28147-89. 
Tous les chiffrements prennent en charge les modes de fonctionnement CBC et LRW tandis que AES, Twofish et Serpent prennent également en charge le mode XTS.

## Caractéristiques
BestCrypt permet la création et le montage d'un lecteur virtuel crypté en utilisant diverses méthodes de chiffrement, telles qu'AES, Blowfish, Twofish, CAST-128 et bien d'autres. Les versions 8 et supérieures de BestCrypt permettent également de monter un sous-dossier sur un disque NTFS au lieu d'un lecteur. Il est à noter que les images de disque virtuel chiffrées sont compatibles avec Windows, Linux et Mac OS X.
Ce logiciel permet de chiffrer un ensemble de fichiers dans une seule archive auto-extractible. Il propose également une fonctionnalité de chiffrement transparent des partitions ou des volumes entiers, avec une authentification de pré-démarrage pour les partitions de démarrage chiffrées.
L'authentification à deux facteurs est une autre caractéristique de BestCrypt, aussi il prend en charge les conteneurs dynamiques à taille réduite avec la technologie Smart Free Space Monitoring.
BestCrypt utilise également le cryptage matériel accéléré et propose des fonctions anti-keylogging pour protéger les mots de passe des conteneurs et des volumes. De plus, il inclut un utilitaire d'effacement de données BCWipe pour effacer les copies non protégées de données afin de compléter le chiffrement.
Enfin, BestCrypt inclut des fonctionnalités de partage de secrets et des méthodes d'authentification par clé publique en plus de l'authentification de base basée sur un mot de passe. Ces caractéristiques font de BestCrypt un outil complet pour la sécurité des données.